# Яркони, Яфа
Я́фа Ярко́ни (ивр. יפה ירקוני‎; также Яффа Яркони, род. Яфа Абрамов; 24 декабря 1925, Гиватаим — 1 января 2012, Тель-Авив) — израильская певица, лауреат Государственной премии Израиля 1998 года.

## Биография
Яфа Яркони родилась 24 декабря 1925 года в Гиватаиме в подмандатной Палестине. Её родители, Малька Альхассоф и Авраам Авраамов (Абрамов) были горскими евреями, прибывшими в Палестину на рубеже XX века. В семье было трое детей: Тиква (1921 г.р.), Яфа (1925) и Биньямин (1927). Отец занимался торговлей мануфактурой, часто и надолго ездил в Южную Африку. В 1930-х годах семья переехала в пригород Тель-Авива Гиватаим, где мать Яфы открыла кафе, ставшее популярным среди творческих людей, и где её дети выступали в составе созданной ими музыкально-танцевальной группы.
По рекомендации актера Шмуэля Фишера, постоянного посетителя кафе, Яфа была принята в класс классического балета, который вела Гертруда Краус, будущий лауреат Государственной премии Израиля 1968 года, одна из основателей школы хореографии в Израиле, где училась, в течение 10 лет, в том числе, игре на фортепиано. Уже во время учёбы она была принята в танцевальную труппу «Палестинской оперы», где танцевала 12 лет, пока в 1945 году не получила травму ноги.
21 сентября 1944 года Яфа вышла замуж за Йосефа Гастина, волонтера Еврейской бригады, который погиб в 1945 году в боях за реку Сенио в северной Италии.
В 1948 году Яфа Гастин вышла замуж за Шайке Яркони (Shaike Yarkoni), служившего в то время в только созданной Армии обороны Израиля (АОИ). В этом браке у неё родилось три дочери: Орит (1950 г.р.), Тамар (1953) и Рут (1956).
1 января 2012 года умерла в Тель-Авиве. В последние годы жизни страдала от болезни Альцгеймера. На кладбище Кирьят-Шауль Яфу Яркони провожали в последний путь сотни людей, среди них — известные деятели искусства. По просьбе самой Яфы, во время похорон не было многочисленных выступлений общественных деятелей, говорили только члены семьи и поэт Хаим Гури. Дочь певицы, Рути Яркони-Свиса сказала:

«Мама была для нас чудом: всегда улыбка на лице, способность шутить над собой, неиссякаемая радость жизни. Она делила любовь между семьёй и карьерой и делала это наилучшим образом».
Оригинальный текст (иврит)אמא היתה פלא בעינינו. תמיד חיוך על הפנים, הומור עצמי וחדוות חיים בלתי נדלית. היא חילקה אהבתה בין המשפחה והקריירה ועשתה זאת באופן מושלם

Хаим Гури прочитал стихотворение «Баб-эль-Вад», ставшее в исполнении Яфы Яркони одной из известнейших в Израиле песен. Он также сказал:

«Её особенный голос будет жить в следующих поколениях, вместе с этими песнями».
Оригинальный текст (иврит) הקול המיוחד שלה ימשיך לחיות לדור ודור עם השירים האלה

## Творческая деятельность
До начала арабо-израильской войны 1948 года Яфа Гастин работала диктором на радио «Хаганы», а после объявления независимости Израиля перешла в музыкальную группу пехотной бригады «Гивати» АОИ. Среди других членов группы были Зерузабела Шашонский, Ахува Цадок, Шалом Гамлиэль, Моше Гольдштейн, Йосефа Розенштейн и Ади Гринберг. Сначала она там только танцевала, но потом Тули Ревив (Робов) убедил её начать петь. Первую пластинку Яфа записала на радио ко дню провозглашения независимости Израиля 14 мая 1948 года. Она называлась «Зелёные глаза» («Эйнаим ерукот»), Яфа сама аккомпанировала себе на фортепиано. Песня стала хитом, часто исполнялась по радио, и имя Яфы Гастин стало известным. Также пользовались успехом такие исполняемые ею песни как: «Im Teshvu be-Sheket» («Если будете сидеть тихо»), «Elisheva», «Al Na Tomar Li Shalom» («Не говори мне „прощай“»), «Sheharhoret» («Брюнетка»), «Karah Zeh Rak ha-Pa’am» («Это случилось только раз»), а глубокий, чуть хрипловатый голос стал её торговой маркой. Особую популярность принесло ей исполнение песни «Баб-эль-Вад» («Шаар ха-Гай») на стихи Хаима Гури и музыку Шмуэля Фершко, её до сих пор поют в День памяти погибших в войнах Израиля и в День независимости Израиля.
Яфа стала первой певицей, с которой только созданная компания «Hed Arzi Music» подписала контракт на запись исполняемых ею песен, что было достаточно редким явлением для Израиля в то время. В течение короткого времени «Hed Arzi Music» записала десятки исполняемых Яркони песен, в том числе детские записи, песни о войне и народные песни. Среди песен того периода были «Баб-эль-Вад», «Rabotai, Ха-Historiyah Hozeret» («Господа, история возвращается»), «Хен эфшар» («Ведь возможно»), «Hayu Zemanim» («Были времена»), «Yatzanu at» («Мы уходили медленно») и самая популярная — «Haamini Yom Yavo» («Верь, придет день»).
За её выступления на израильских военных базах и перед солдатами в поле, её называли «певицей войн», с чем она, впрочем, категорически не соглашалась.
В 1950-е гг. Яркони считалась ведущей певицей Израиля, записала множество пластинок. Она стала первой певицей, записавшей полноценный альбом песен Наоми Шемер («Shirim Mi-Kineret»).
За более чем 50 лет своей творческой карьеры Яркони выступила с сотнями концертов за границей, как для еврейских общин, так и для широкой аудитории. Её концерты в таких крупных залах, как Карнеги-холл и Линкольн-центр в Нью-Йорке, «Олимпия» в Париже, «Палладия» в Лондоне, в Японии, Скандинавии, Австралии и России (уже в 1989-м) привлекали большую аудиторию.
Несмотря на то что на протяжении многих лет СМИ бурно обсуждали «соперничество» между Яфой Яркони и Шошаной Дамари, двумя наиболее авторитетными певицами на израильской сцене, в реальности, между ними были хорошие отношения, и они даже записали две песни вместе: «Rak Shuvu be-Shalom» («Только возвращайтесь живыми»), которую они исполнили к 40-й годовщине Израиля в 1988 году, и «Keshe-Hayinu Yeladim» («Когда мы были детьми»), записанную для альбома дуэтов, озаглавленного «Поем с Яфой Яркони» («Sharim im Yaffa Yarkoni») в 1996 году.
Яфа Яркони записала около 1400 песен (некоторые утверждают, что даже больше) и более шестидесяти альбомов (более, чем любой другой израильский певец), в самых разных стилях и ритмах.

## Награды
- 1965, 1966: Первые призы на фестивале израильских песен, организованном радио Коль Исраэль.
- 1998: удостоена Премии Израиля за её вклад в создание песен на иврите, за «её щедрость, постоянство, талант и обаяние» (из решения Комитета по присуждению премий).[8]

## Дискография
(по)
- TO ZAHAL WITH LOVE (LP)
- CANTA CANCIONES INFANTILES (LP)
- 16 PLAY SONGS IN HEBREW(LP)
- YAFFA YARKONI-POPULAR AND FOLK SONGS (LP)
- JEWISH FESTIVAL SONGS (LP)
- RUMANIA, RUMANIA (LP)
- SABRA 14 Songs of Israel (LP)
- QUE HERMOSAS LAS NOCHES DE ISRAEL (LP)
- ENCORE (LP)
- NIGHT OF ROSES (LP)
- BAILANDO CON (LP)
- BAB EL WAD (LP)
- Exitos De Israel (LP)
- Remembers (2 LP)
- 195.. г. I Will Never Forget It (LP)
- 1958 г. Children Favorites
- 1960 г. Israeli folk singer Yaffa Yarkoni (LP)
- 1963 г. Garden Of Allah (LP)
- 1970 г. In a Live Show
- 1972 г. The Exotic sounds Of Greece
- 1973 г. Life At The Jaffa Cave (LP)
- 1975 г. Yaffa Yarkoni Golden Songs
- 1975 г. YAFFA YARKONI IN PRAISE OF KALYA (LP)
- 1977 г. Los Exitos De Israel (LP)
- 1989 г. Rare Israeli Hebrew (LP)
- 1994 г. Don’t Say Goodbye (CD)
- 1996 г. Sings with Yaffa Yarkoni (CD)
- 2000 г. Trails of the Songs — New and Old Songs
- 2003 г. My Songs
- 2004 г. I Will Never Forget It (CD)
- 2004 г. Rumania, Rumania (CD)
- 2004 г. The Greatest Songs 1948—1998 (5 CD)
- 2008 г. New & Old Songs
- 2008 г. Songs With Yaffa
- 2008 г. I’m One Year Older Now